# Аэд мак Колгген
Аэд мак Колгген (Айд мак Колггень; др.‑ирл. Áed mac Colggen; погиб 19 августа 738) — правитель Уи Хеннселайг (Южного Лейнстера) в 720-е/730-е—738 годы и король всего Лейнстера в 738 году.

## Биография

### Происхождение
Аэд был одним из сыновей погибшего в 722 году Колку мак Брессайла, который в ирландских анналах упоминается как король Ард Ладранн, местности вблизи Гори. Прапрадедом Аэда был правитель Лейнстера Крундмаэл Эрбуйлк. Аэд принадлежал к роду Уи Хеннселайг, владения которого находились в Южном Лейнстере. Его септ назывался Сил Хормайк.

### Король Уи Хеннселайг

Ирландия в VIII — первой трети IX века

Неизвестно точно, когда Аэд мак Колгген взошёл на престол Уи Хеннселайг. Некоторые свидетельства анналов относят получение им власти над Южным Лейнстером к началу 720-х годов. В них Аэд упоминается как король Уи Хеннселайг уже в декабре 722 года, когда он участвовал в битве при Алмайне (современном Аллене) против верховного короля Ирландии Фергала мак Маэл Дуйна из рода Кенел Эогайн. В этом сражении возглавлявшееся лейнстерским королём Мурхадом мак Брайном, его сыном Дунхадом мак Мурхадо и Аэдом мак Колггеном войско нанесло сокрушительное поражение войску верховного короля, павшему на поле боя. В ирландских преданиях упоминается, что в битве погибли сто шестьдесят подвластных Фергалу королей, а ещё девять сошли с ума, став свидетелями столь кровавого побоища.
Воспоминания о этой кровопролитной битве сохранялись в памяти ирландцев ещё несколько веков, и в X веке обстоятельства гибели короля Фергала мак Маэл Дуйна легли в основу поэмы «Битва при Алмайне» (др.‑ирл. Cath Almaine). В ней исторические свидетельства тесно переплетены с легендарными и даже мифологическими сюжетами (например, с рассказами о чудесном воскрешении погибшего в битве певца Донна Бо и о говорящих, отсечённых от тел, головах певца и его покровителя, короля Фергала). Согласно этому источнику, главным противником верховного короля в битве был король Аэд мак Колгген. Сражение при Алмайне — последний раннесредневековый военный конфликт, нашедший отражение в ирландском эпосе.
Однако в других сообщениях анналов упоминается о состоявшемся в 727 году сражении при Майстиу (современном Муллагмасте) между королём Лейнстера Дунхадом мак Мурхадо и правителем Уи Хеннселайг Лайдкненом мак Коном Меллой, в котором последний погиб. В списке королей Уи Хеннселайг, сохранившемся в «Лейнстерской книге», преемником Лайдкнена назван Элотах мак Фаэлхон, который правил семь лет и пал в сражении с Аэдом мак Колггеном при Оэнбети. По свидетельству этого источника, победитель сражения стал следующим королём, правившим Уи Хеннселайг пять лет. Эти сведения позволяют датировать получение Аэдом власти над Южным Лейнстером 732 или 733 годом.
В правление Фаэлана мак Мурхадо из рода Уи Дунлайнге Аэд мак Колгген был уже настолько влиятелен, что смог предъявить свои притязания на лейнстерский престол. Однако, вероятно, угроза Лейнстеру со стороны правителя Мунстера Катала мак Фингуйне заставила Аэда примириться с королём Фаэланом. По свидетельству анналов, в 732 году войско Южного Лейнстера (др.‑ирл. Laigin Desgabair) во главе с Аэдом отразило вторжение мунстерцев во главе с королём Каталом в свои земли.

### Король Лейнстера
Король Фаэлан мак Мурхадо умер в 738 году. Согласно спискам правителей из «Лейнстерской книги», титул короля всего Лейнстера унаследовал его брат Бран Бекк. Однако в ирландских анналах Бран упоминается только как правитель Уи Дунлайнге (Северного Лейнстера), в то время как лейнстерским королём назван Аэд мак Колгген. По мнению современных историков, более вероятно, что престолом Лейнстера после смерти короля Фаэлана овладел именно Аэд. На основании сведений из «Анналов Тигернаха» предполагается, что в этом случае, Бран мог быть соправителем Аэда.
Правление Аэда мак Колггена и Брана Бекка продлилось очень недолго. Уже в 738 году они оба погибли вместе со многими лейнстерцами в сражении при Ухбаде или Ат Сенайг (современном Баллишанноне), получившем у средневековых авторов название «Битва стонов». Их противником был вторгнувшийся в Лейнстер верховный король Ирландии Аэд Аллан из рода Кенел Эогайн. Это сражение, в которой «погибло столько, сколько не пало ни в одном набеге и не погибло ни в одном жестоком столкновении за известные людям прошедшие столетия», состоялось 19 августа. По свидетельству средневековых источников, Аэд Аллан, хотя и был ранен в поединке королём Аэдом мак Колггеном, собственноручно убил правителя Уи Хеннселайг, таким образом, через шестнадцать лет отомстив за гибель своего отца Фергала мак Маэл Дуйна.
После одновременной гибели Брана Бекка и Аэда мак Колггена лейнстерский престол перешёл к Муйредаху мак Мурхадо, ещё одному брату Фаэлана мак Мурхадо. Власть же над Уи Хеннселайг унаследовал брат Аэда Сехнуссах мак Колгген. После гибели Аэда в течение более чем трёхсот лет ни один выходец из рода Уи Хеннселайг не владел титулом короля Лейнстера. Первым после Аэда представителем Уи Хеннселайг на лейнстерском престоле был Диармайт мак Маэл-на-м-Бо, ставший королём в 1042 году.
Сыном Аэда мак Колггена был Этерскел, также как и его отец бывший королём Уи Хеннселайг.